# Peć (grad)
Peć (albanski: Pëjë, srpski: Пећ, turski: Ipek) je grad na zapadu Kosova, smješten na rječici Pećkoj Bistrici, sa zlatarskim obrtima, drvnom, prehrambenom i kožarskom industrijom. Grad po popisu iz 2005. godine ima 93.161 stanovnika, od čega su velika većina Albanci.

## Povijest
U povijesti, grad se prvi put pod ovim imenom spominje 1202. godine, ali je na tom mjestu osnovano naselje još u doba Ilira.
Početkom naše ere ilirsko naselje potpad pod vlast rimljana i biva preuređeno prema rimskim arhitektonskim mjerilima. Arheološki nalazi govore o postojanju rimskoga naselja na obalama rijeke Bistrice sve do doba vladavine cara Konstantina Velikoga. Moguće je da je rimsko naselje u današnjoj Peći imalo status municipija s obzirom na to da se na natpisima iz rimskog razdoblja na latinskom jeziku se spominje postojanje municipija čije ime na žalost nije potvrđeno(prema Čerškovu bi se moglo raditi o Siparuntonu-Siparantumu koji spominje grčki zemljopisac Ptolemej.
Kroz povijest nosi imena: Pescium, Siparantum i Pentza. Grad je postao važno vjersko središte srednjovjekovne Srbije pod srpskim carem Stefanom Dušanom, koji ga je godine 1346. učinio sjedištem Srpske pravoslavne crkve. Taj status je zadržao sve do godine 1766, kada je ukinuta Pećka patrijaršija. Grad i njegova okolica još imaju veliku važnost za Srbe pravoslavne vjere; u gradu se nalazi patrijaršijski manastir, koji stoji iznad grada i sastoji se od četiri crkve s freskama oslikanim zidovima, biblioteke i riznice. U obližnjim Dečanima, 19 km južnije, se nalazi manastir Visoki Dečani iz 14. vijeka koji je od UNESCO-a proglašen dijelom svjetske baštine. Pet stoljeća Peć je bila pod turskom vlašću, o čemu svjedoči i orijentalni izgled grada i nekoliko sagrađenih džamija, od kojih su neke sagrađene na temeljima porušenih srpskih bogomolja. 
 Peć je bila sjedište dukagjinskog sandžaka koji je od 19. st. dobio ime Pećki sandžak. U doba turske vladavine Peć se zvala Ipek.
Dana 24. lipnja 2020. položen je kamen temeljac za Nacionalni judo centar. Projekt je združeno ulaganje Ministarstva kulture, mladeži i športa, Kosovskog judo saveza u suradnji s Međunarodnom judo federacijom. Ceremoniji polaganja nazočile su poznate osobe športske zajednice, zatim ministrica Vlora Dumoshi, u pratnji dvaju zamjenika ministara Arbëra Grabovcija i Engelberta Zefaja, čelnika Kosovskog olimpijskog odbora predvođenih predsjednikom Besimom Hasanijem, čelnika Kosovskog judo saveza Agronom Kukom, judoka iz pećkog kluba Ippona i gradonačelnika Peći Gazmenda Muhaxherija.

## Poznate osobe
- David Albahari, književnik
- Fatos Beqiraj, nogometaš
- Nora Gjakova, džudašica
- Albina Kelmendi, pjevačica
- Jeton Kelmendi, književnik
- Majlinda Kelmendi, džudašica
- Distria Krasniqi, džudašica
- Milutin Šoškić, nogometaš

## Šport
Kosovari ovaj grad zovu "gradom košarke" (qyteti i basketbolit").
- KF Besa, nogometni klub
- KB Peja, košarkaški klub
- KH Besa, rukometni klub
- KB Peja, boksački klub
- karate klub Ippon
- judo klub Ippon
- skijaški klubovi (Alpi, Peja, Rusolija)
- takekwondo klub Peja
- planinarski klub
- motociklistički klub